# Anderson Schutte
Anderson Friedrich Schutte (Curitiba, 25 luglio 1975) è un ex cestista brasiliano con cittadinanza tedesca.